# Karsi
Karsi (auch: Kassi) ist eine Streusiedlung im Departamento La Paz im südamerikanischen Andenstaat Bolivien.

## Lage im Nahraum
Karsi liegt in der Provinz Murillo und ist ein Ort im Cantón Palca im Municipio Palca. Die Ortschaft liegt auf einer Höhe von 3537 m am Ostrand des bolivianischen Altiplano, oberhalb des Río Palca.

## Geographie
Karsi liegt am Rande des Gebirgsmassivs des Illimani, welcher ein Teil der bolivianischen Cordillera Real ist. Das Klima der Region ist ein typisches Tageszeitenklima, bei dem die tägliche Schwankung der Temperaturen deutlicher ausfällt als die mittleren Temperaturunterschiede der Jahreszeiten.
Die mittlere Durchschnittstemperatur der Region liegt bei etwa 8 °C (siehe Klimadiagramm Palca) und schwankt nur unwesentlich zwischen 6 °C im Juni/Juli und 10 °C im November. Der Jahresniederschlag beträgt etwa 600 mm, bei einer ausgeprägten Trockenzeit von Mai bis August mit Monatsniederschlägen unter 15 mm, und einem Niederschlagsmaximum im Januar mit 120 mm.

## Verkehrsnetz
Karsi liegt 31 km südöstlich von La Paz und ist mit der Hauptstadt durch eine unbefestigte Landstraße verbunden. Die Straße führt durch den Cañon de Palca nach Palca und von dort flussaufwärts über Calchani in das elf Kilometer entfernte Karsi.

## Bevölkerung
Die Einwohnerzahl der Ortschaft ist in dem Jahrzehnt zwischen den letzten beiden Volkszählungen um etwa ein Zehntel zurückgegangen:
| Jahr | Einwohner         | Quelle       |
| ---- | ----------------- | ------------ |
| 1992 | keine Detaildaten | Volkszählung |
| 2001 | 164               | Volkszählung |
| 2012 | 151               | Volkszählung |
| 2024 |                   | Volkszählung |

Die Region weist einen hohen Anteil an Aymara-Bevölkerung auf, im Municipio Palca sprechen 94,1 Prozent der Bevölkerung Aymara.